# 八幡浜郵便局
八幡浜郵便局（やわたはまゆうびんきょく）は、愛媛県八幡浜市にある郵便局。民営化前の分類では集配普通郵便局であった。

## 概要
住所：〒796-8799 愛媛県八幡浜市下浜田1355-16

## 沿革
- 1872年8月4日（明治5年7月1日） - 八幡浜郵便取扱所として開設[1]。
- 1875年（明治8年）1月1日 - 八幡浜郵便局（五等）となる。
- 1880年（明治13年）11月 - 八幡浜浦ノ内八幡浜郵便局に改称。同年、為替取扱を開始。
- 1881年（明治14年） - 貯金取扱を開始。
- 1882年（明治15年） - 八幡浜浦ノ内八幡浜町郵便局に改称。
- 1884年（明治17年）4月20日 - 八幡浜郵便局に改称[2]。
- 1889年（明治22年）10月16日 - 八幡浜郵便電信局となる。
- 1903年（明治36年）4月1日 - 通信官署官制の施行に伴い八幡浜郵便局となる。
- 1956年（昭和31年）10月1日 - 双岩郵便局[3]から集配業務を移管[4]。
- 1958年（昭和33年）6月30日 - 八幡浜市本町から、同市下浜田町に局舎を新築、移転。同日、電話通話および和文電報受付事務の取扱を開始。
- 1994年（平成6年）7月1日 - 外国通貨の両替および旅行小切手の売買に関する業務取扱を開始。
- 2007年（平成19年）10月1日 - 民営化に伴い、併設された郵便事業八幡浜支店に一部業務を移管。
- 2012年（平成24年）10月1日 - 日本郵便株式会社発足に伴い、郵便事業八幡浜支店を八幡浜郵便局に統合。
- 2015年（平成27年）8月23日 - 保内郵便局から「796-02xx」「796-01xx」区域の集配業務を移管。

## 取扱内容
- 郵便、印紙、ゆうパック、内容証明
- 貯金、為替、振替、振込、国際送金、国債、投資信託
- 生命保険、バイク自賠責保険、自動車保険、がん保険、引受条件緩和型医療保険、変額年金保険
- ゆうちょ銀行ATM（管轄はゆうちょ銀行松山支店）
- 「796-00xx」「796-01xx」「796-02xx」「796-80xx」区域（八幡浜市の全域）の集配業務
- ゆうゆう窓口

## 周辺
- 八幡浜警察署
- 八幡浜市立松蔭小学校
- 八幡浜市民ギャラリー・郷土資料室
- 国道197号
- 国道378号
- 千丈川

## アクセス
- JR予讃線 八幡浜駅から西へ約800m（徒歩約11分）
- 伊予鉄南予バス 本町停留所下車
- 愛媛県道27号八幡浜港線沿い
- 駐車場あり：4台